# Xã Loda, Quận Reno, Kansas
Xã Loda (tiếng Anh: Loda Township) là một xã thuộc quận Reno, tiểu bang Kansas, Hoa Kỳ. Năm 2010, dân số của xã này là 104 người.